# Mesochorus multipunctatus
Mesochorus multipunctatus là một loài tò vò trong họ Ichneumonidae.